# Кинкаџу
Кинкаџу или кинкажу (лат. Potos flavus) сисар је кишних шума из породице ракуна (Procyonidae) сродан олингосима, коатијима, северноамеричком ракуну, прстенорепој мачци и какомистлу. Живи у шумама Средње и Јужне Америке.  

## Опис
Дужина ове врсте варира од 40 до 75 центиметара, али су мужјаци већи од женки. Свима је једнобојно, меко и вунасто крзно, златасто смеђе боје, и имају светлији доњи део. 
Реп им је прекривен је кратком длаком. Дугачак је и савитљив, а са њим може хватати предмете. Осим тога, користи га да би прелазио са једног дрвета на друго. Упркос томе што готово цео живот проводи на дрвећу, веома се пажљиво пење. Опрезно и полако намотава реп на другу грану, а потом полако прелази на другу, све време се чврсто држећи за грану репом. Кад брзо трчи кроз грање, реп му одржава равнотежу. 
На округластој глави му се налазе пљосната њушка и кратке округле уши. Очи су му велике и округле.
Киканџу је ретка врста и сматра се да је пред изумирањем.

## Исхрана
Често их зову „медени медведи” због тога што воле слатко, а поготово мед. 
Осим тога, обожавају воће и једу га више од било кога из породице ракуна. Највише воле авокадо, гуаве, дивље смокве и манго. Кинкаџу воћку зграби устима или је откине својим „рукама” са дрвета. 
Ако на неком дрвету има много плодова, кинкаџуи се тамо окупе и сикћу и вриште док се боре за храном. 
Језик им је дугачак 12 центиметара који може извући и сисати нектар и мед из кошница дивљих пчела, или да њиме увуче меснате делове воћки.

## Станиште
Кинкаџу живи у тропским шумама. Станују у рупама дрвета, где се враћају сваког јутра на спавање.

## Размножавање
Женке кинкаџуа рађају младунце на пролеће и лети. Младунац кинкаџуа не види месец дана, али се врзо брзо развија, и већ након два месеца може да виси на репу са дрвета.